# 紀堯姆-安托萬·奧利維耶
紀堯姆-安托万·奧利維耶（法語：Guillaume-Antoine Olivier，法語發音：[ɡijom ɑ̃twan ɔlivje]；1756年1月19日—1814年10月1日）是一位法國昆蟲學家。
他的作品包括《Le Voyage dans l'Empire Othoman, l'Égypte et la Perse》（1807）和《Entomologie, ou histoire naturelle des Insectes》（1808），與約翰·克里斯蒂安·法布里丘斯是好友，贊助人是皮埃爾·安德烈·拉特雷耶。

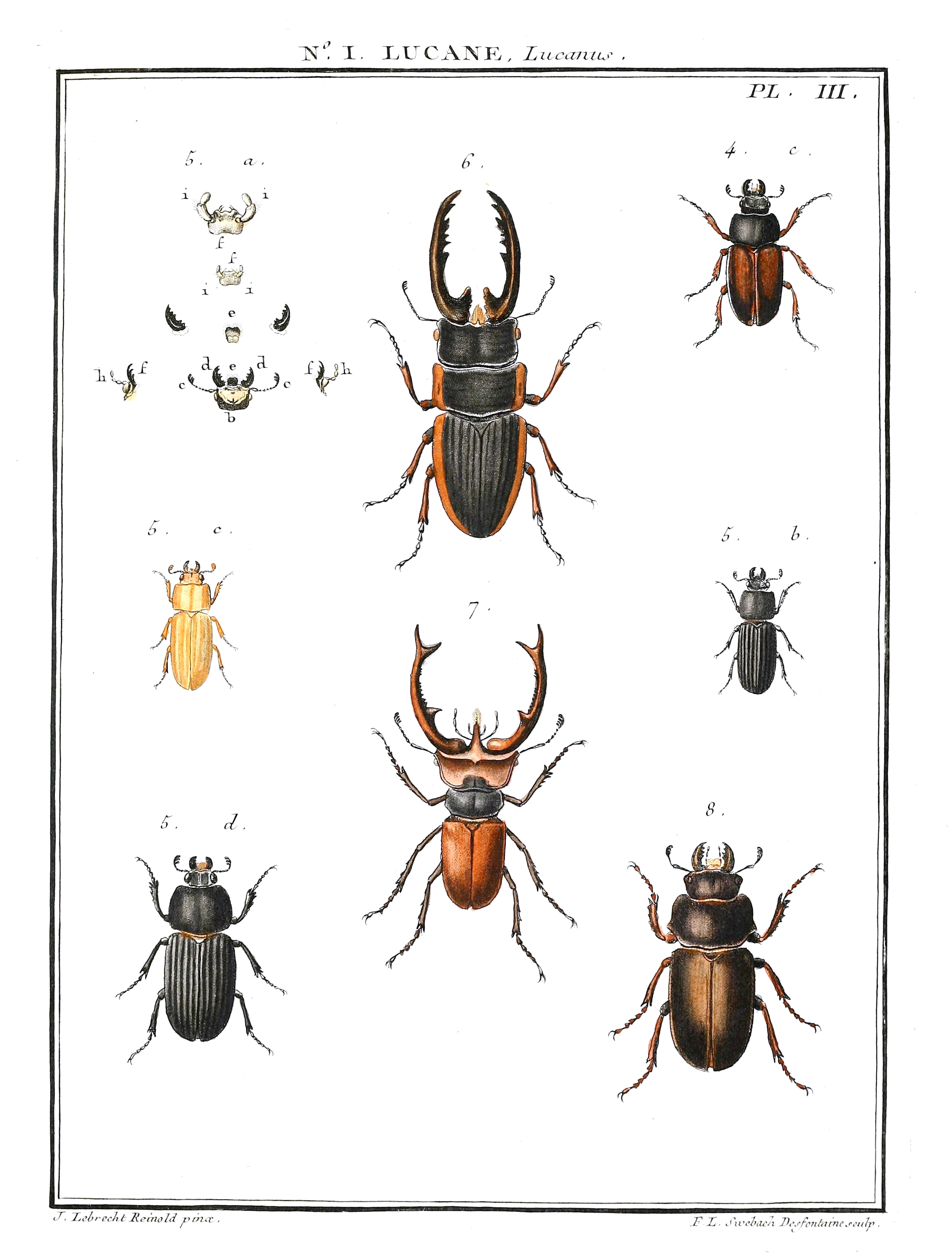
《Entomologie, ou histoire naturelle des Insectes》

他曾在蒙彼利埃學習機械，并結識皮埃尔·马里·奥古斯特·布鲁索内（Pierre Marie Auguste Broussonet）。他與让-纪尧姆·布吕吉埃及让-巴蒂斯特·拉马克一起創立了《Journal d'Histoire Naturelle》（1792）。隨後作為博物學家進行了六年的科學考察，足跡遍佈小亞細亞、波斯、埃及、塞浦路斯和科孚島。1789年攜帶者蒐集的眾多標本返回法國。1811年成為阿爾福國立獸醫學院擔任動物學教授。
現在起大多數收藏存於巴黎的國家自然歷史博物館。